# Steiroxys pallidipalpus
Steiroxys pallidipalpus is een rechtvleugelig insect uit de familie sabelsprinkhanen (Tettigoniidae). De wetenschappelijke naam van deze soort is voor het eerst geldig gepubliceerd in 1872 door Thomas.